# Seocheon de Goguryeo
Rey Seocheon de Goguryeo (murió 292, r. 270–292) fue el decimotercer gobernante de Goguryeo, uno de los Tres Reinos de Corea. Fue el segundo hijo de Rey Jungcheon, y ascendió a heredero en 255. A la muerte de su padre en 270, se coronó como sucesor en el trono. En el primer mes de 271, se casó con Usu, una hija de Seo-bu.
En 280, la gente de Sushen invadió el reino, él envió a su hermano menor, Dal-ga a fin de repelerlos. Dal-ga ocupó una fortaleza, mató a su señor, y deportó a los habitantes de 600 casas de Sushen a la parte sur de Buyeo. Dal-ga fue nombrado nuevo príncipe bajo el nombre de Anguk-gun (el heredero de la paz nacional) y ganó el control del ejército. En 286, dos hermanos menores de Go Il-u y Go So-bal se rebelaron, pero fueron derrotados.
Seocheon murió en 292, después de 23 años de reinado. Su tumba fue el jardín de Seocheon, la derivación de su nombre póstumo. Con todo, se considera su mausoleo fue saqueado por un pueblo nómada que invadió la región de Bonsang en 296.